# コイノス (マケドニア王)
コイノス（希：Κοινός, ラテン文字転記：Koinos）は、アルゲアス朝の第2代のマケドニア王（在位：紀元前8世紀）である。
コイノスは先代の王で王朝の始祖であるカラノスの子であり、次代の王のトゥリマスの父である。ウォルター・ローリーによればコイノスは12年間王位にあった。